# Trojaburg Uckersdorf

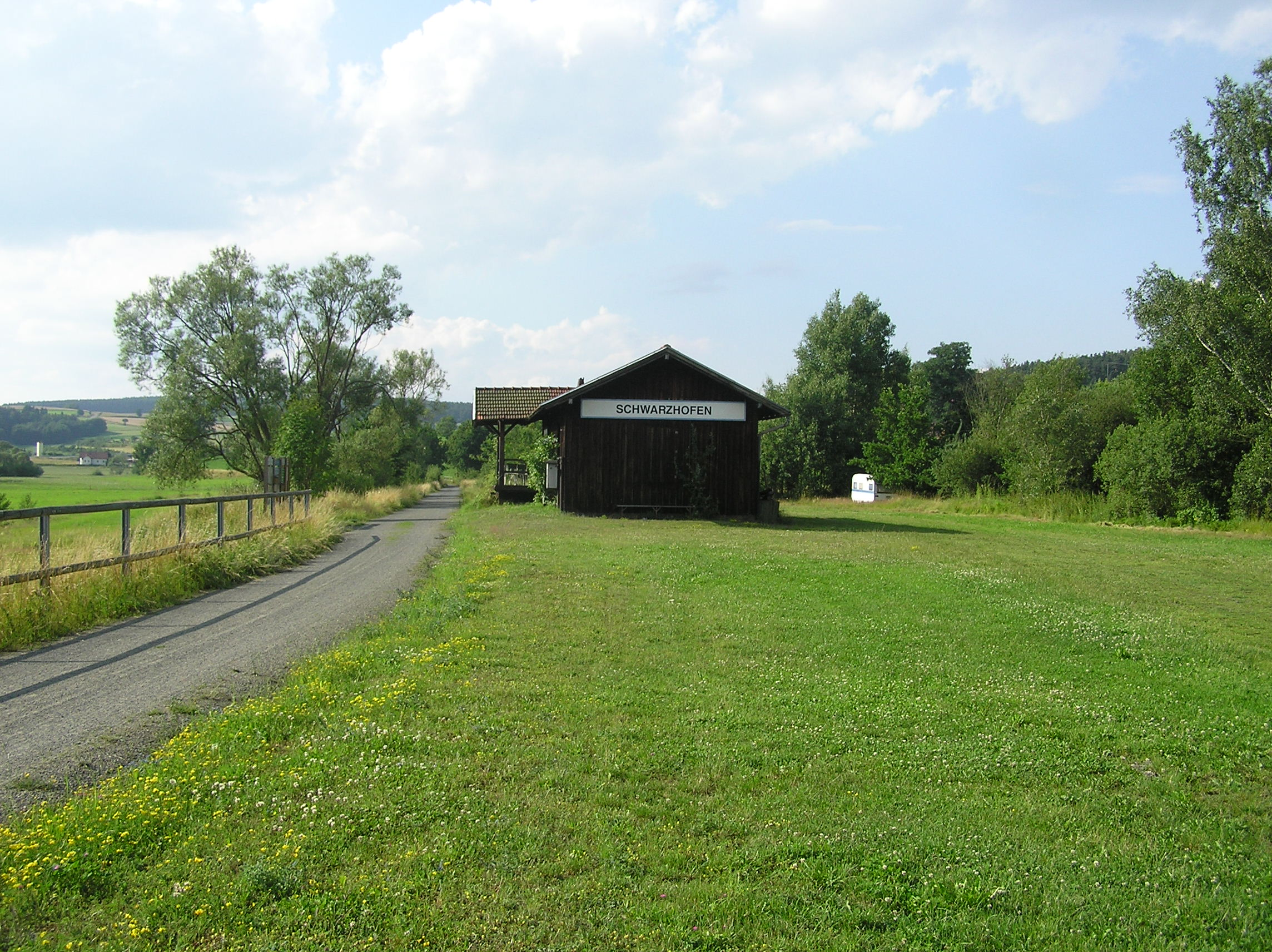
Radlerbahnhof Schwarzhofen

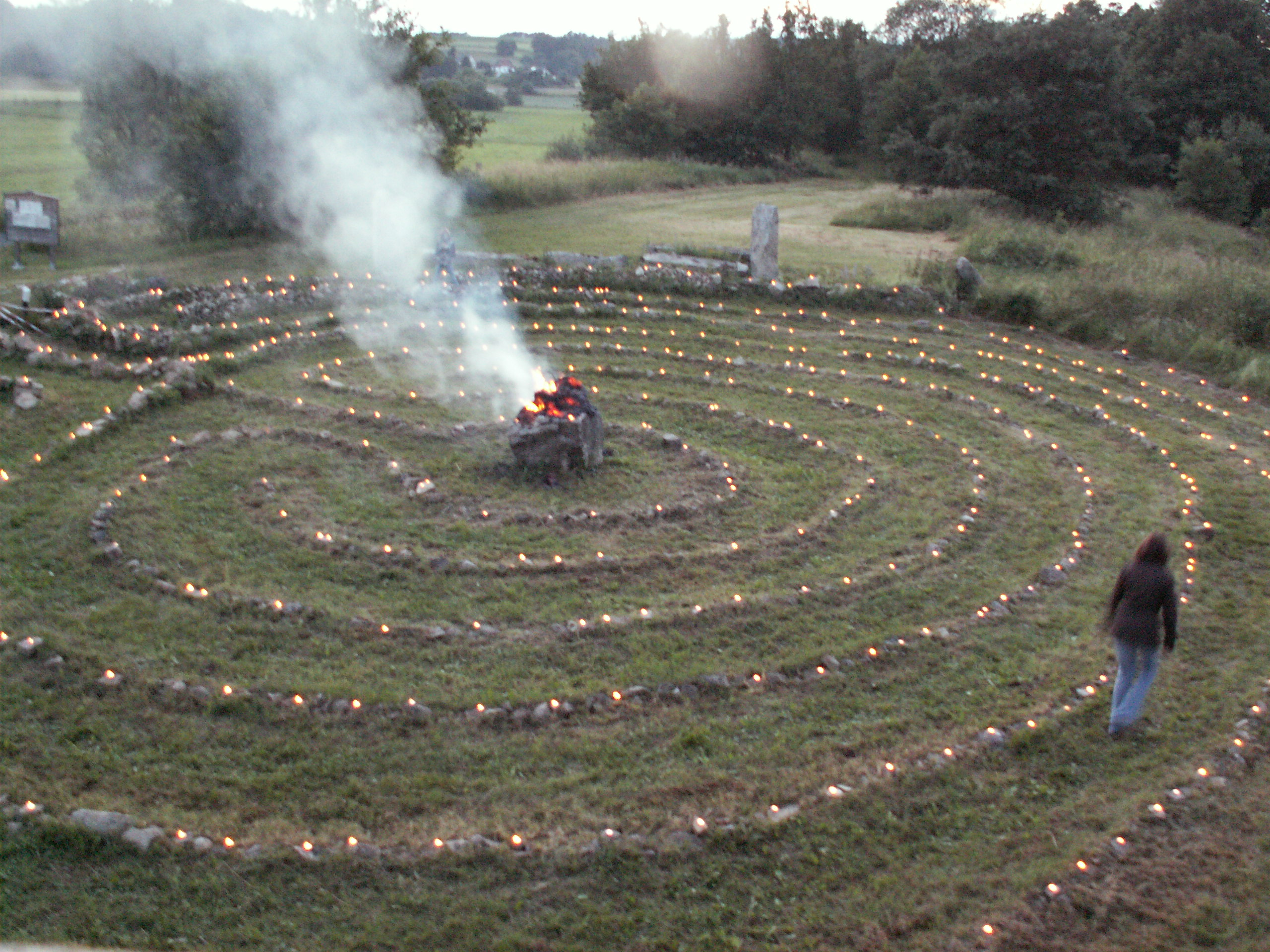
Nacht der 1000 Lichter an der Trojaburg Uckersdorf

Die Trojaburg Uckersdorf befindet sich im Markt Schwarzhofen in der Oberpfalz am sogenannten „Radlerbahnhof Schwarzhofen“ bei Uckersdorf.
Abseits der Staatsstraße 2040, zwischen Schwarzhofen und Altendorf, etwas nordöstlich von Zangenstein und direkt neben dem Bayerisch-Böhmischen Freundschaftsradweg (Fuß- und Radweg auf der stillgelegten Bahnstrecke zwischen Nabburg und Oberviechtach), wurde im Jahre 2006 unter der Leitung von Gerhard Würl damit begonnen, eine Trojaburg zu gestalten.
Mit Bruch- und Feldsteinen aus der Umgebung wurde so ein begehbares Labyrinth mit einem Durchmesser von etwa 18 m und einer Länge von etwa 250 m geschaffen. In der Mitte des Labyrinths befindet sich ein großer Zentralstein.
Das Labyrinth wird betreten durch ein Tor aus großen Granitsäulen, die ebenfalls aus der Umgebung stammen.
Nach dem Wunsch des Erbauers sollen die Besucher von einem Steinhaufen, der sich neben dem Eingang befindet, einen Stein mitnehmen und ihn auf dem Weg zum Zentralstein ablegen, so sollen die Wegbegrenzungen im Laufe der Jahre immer höher werden.
Alljährlich um die Zeit der Sommersonnenwende wird durch den Kulturförderkreis Schwarzhofen eine kleine Feier abgehalten, bei der die Besucher über die Bedeutung und Hintergründe einer Trojaburg informiert werden. Nach Sonnenuntergang setzt sich dann eine Prozession der Besucher in Gang, die mit Teelichtern den Verlauf des Labyrinths illuminieren.